# Stèle de Vespasien

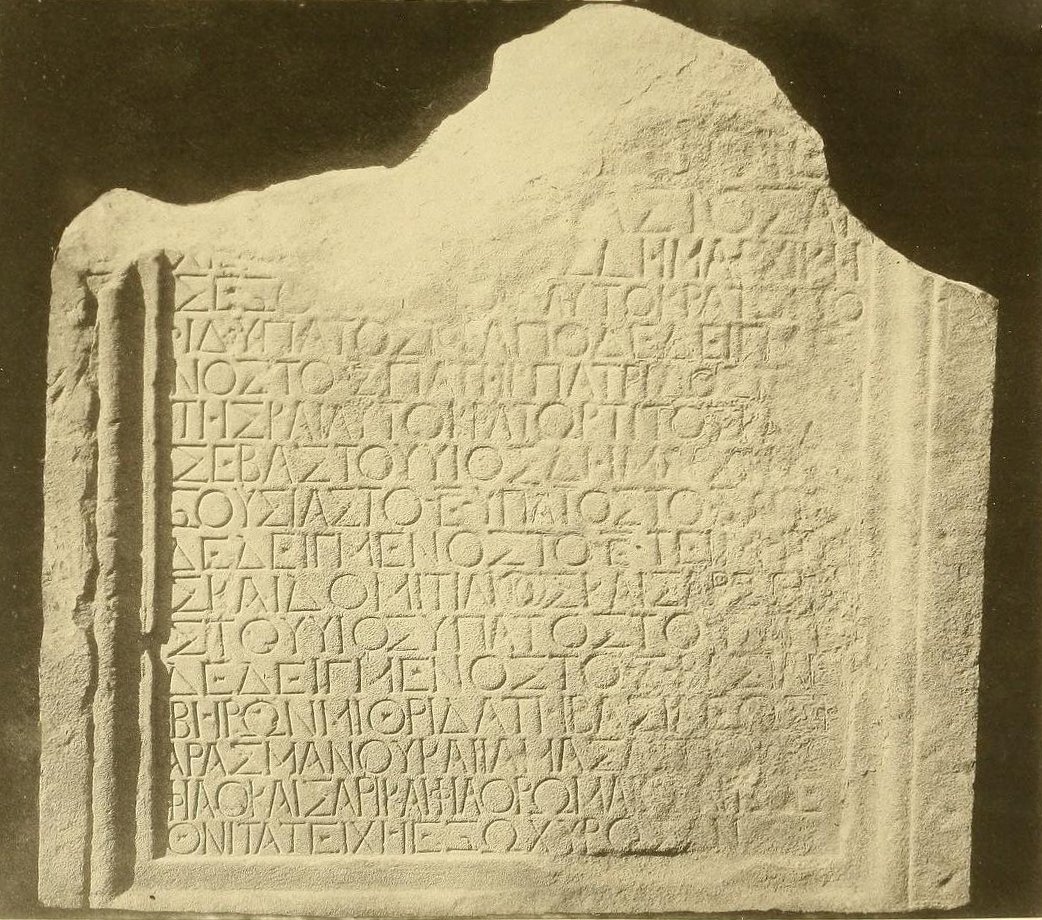
Stèle de Vespasien

La stèle de Vespasien (en géorgien : ვესპასიანეს სტელა) est une stèle célébrant l'empereur romain Vespasien. Elle est écrite en grec ancien et retrouvée en 1867 dans la périphérie sud-est de Mtskheta, peut-être à Nak’ulbak’evi, non loin de l'acropole antique d' Armazi, en Géorgie, dans l'ancienne capitale du royaume d'Ibérie.

## Stèle
La stèle commémore le renforcement des fortifications des murs d'Armazi par l'empereur Vespasien,. L'inscription mentionne aussi deux empereurs, Titus et Domitien, ainsi que deux rois, Mihrdat I d'Ibérie, Pharasmane I d'Ibérie, et le prince royal Amazaspe. L'inscription est datée de 75 apr. J.-C.,,. Le sommet de la stèle est perdu. Selon le chercheur David Braund, le texte manquant est en latin ou en syriaque. Cyrille Toumanoff identifie Amazaspe comme étant le roi Amazaspe I d'Ibérie, bien qu'il puisse s'agir du prince royal Amazaspe, fils de Pharasmane I d'Ibérie, connu de l'Épigramme d'Amazaspe trouvée à Rome.

## Inscription
« [Αὐτοκράτωρ Κα]ῖσα[ρ] Οὐε[σ]-|[πασιανὸς Σεβ]αστός, ἀρ-|χιε[ρεὺς μέγιστο]ς, δημαρχικῆ-|ς ἐξο[υσίας τ]ὸ [ζʹ], αὐτοκράτωρ τὸ | ιδʹ, ὕπατος τὸ ϛʹ, ἀποδεδειγμέ-|νος τὸ ζʹ, πατὴρ πατρίδος, τ[ειμ]η-|τής, καὶ Αὐτοκράτωρ Τίτος κα[ῖσαρ] ¬| Σεβαστοῦ υἱός, δημαρχικῆ[ς ἐ]-¬|ξουσίας τὸ εʹ, ὕπατος τὸ δʹ, ἀπο-|δεδειγμένος τὸ εʹ, τειμητή-|ς, καὶ Δομιτιανὸς Καῖσαρ Σ[εβα]-[ στοῦ υἱός, ὕπατος τὸ γʹ, ἀπο-|δεδειγμένος τὸ δʹ, βασιλεῖ | Ἰβήρων Μιθριδάτῃ, βασιλέως Φ-|αρασμάνου καὶ Ἰαμασασποι υἱῷ,| φιλοκαίσαρι καὶ φιλορωμαίῳ, [κ]αὶ τῷ ἔ-|θν(ε)ι τὰ τείχη ἐξωχύρωσαν.
Imperator Caesar Vespasianus Augustus, pontifex maximus, tenant du pouvoir tribunitien pour la septième fois, imperator pour la quatorzième fois, consul pour la sixième fois et désigné pour la septième, père de la patrie, censeur et imperator Titus Caesar, fils d'Auguste, tenant du pouvoir tribunitien pour la cinquième fois, consul pour la quatrième fois et désigné pour la cinquième, censeur, et Domitianus Caesar, fils d'Auguste, consul pour la troisième fois et désigné pour la quatrième, pour le roi des Ibères, Mithridate, fils du roi Pharasmanes, et Amazaspus, ami de César et des Romains, et pour son peuple [les Ibères], ils [les Romains] ont renforcé les murs. »